# Ściejowice
Ściejowice – wieś w Polsce, położona w województwie małopolskim, w powiecie krakowskim, w gminie Liszki. Położona jest na lewym brzegu Wisły w mezoregionie zwanym Obniżeniem Cholerzyńskim w obrębie makroregionu Brama Krakowska.
Dawna wieś opactwa benedyktynów tynieckich w powiecie szczyrzyckim województwa krakowskiego w końcu XVI wieku. W latach 1975–1998 miejscowość administracyjnie należała do województwa krakowskiego.

## Nazwa wsi
Etymologia nazwy jest niejasna, prawdopodobnie pochodzi od imienia Sieciech (Czeyowicze, Czuyowicze – 1470–1480, Szieczieiowicze – 1581, Scieiowice – 1629, Sczeiowice – 1680).

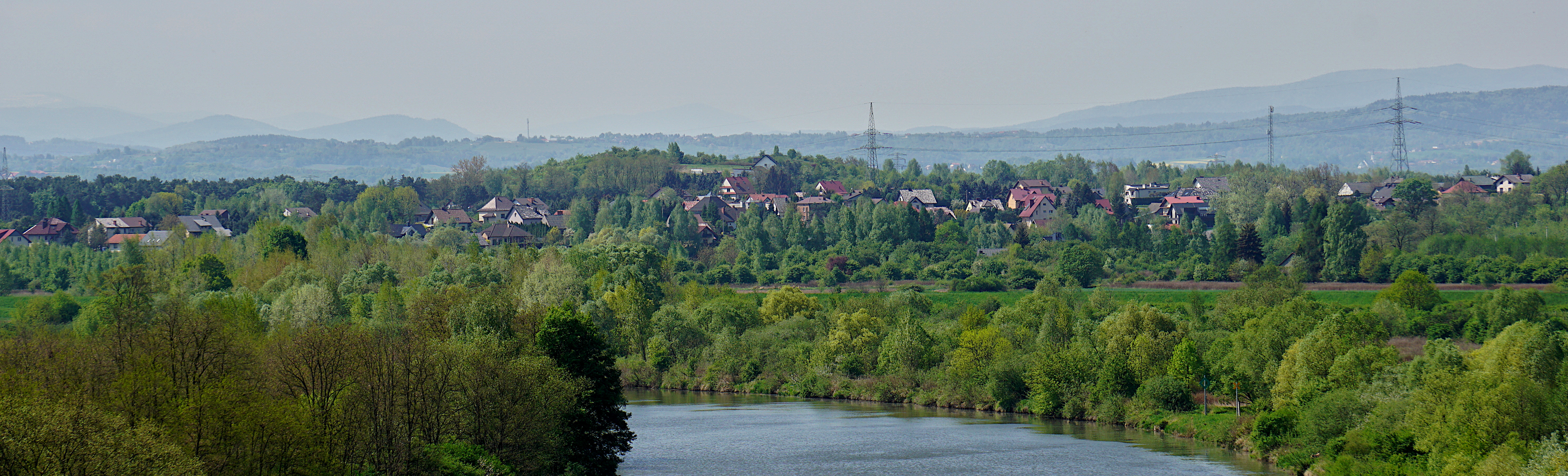
Ściejowice widziane z Tyńca
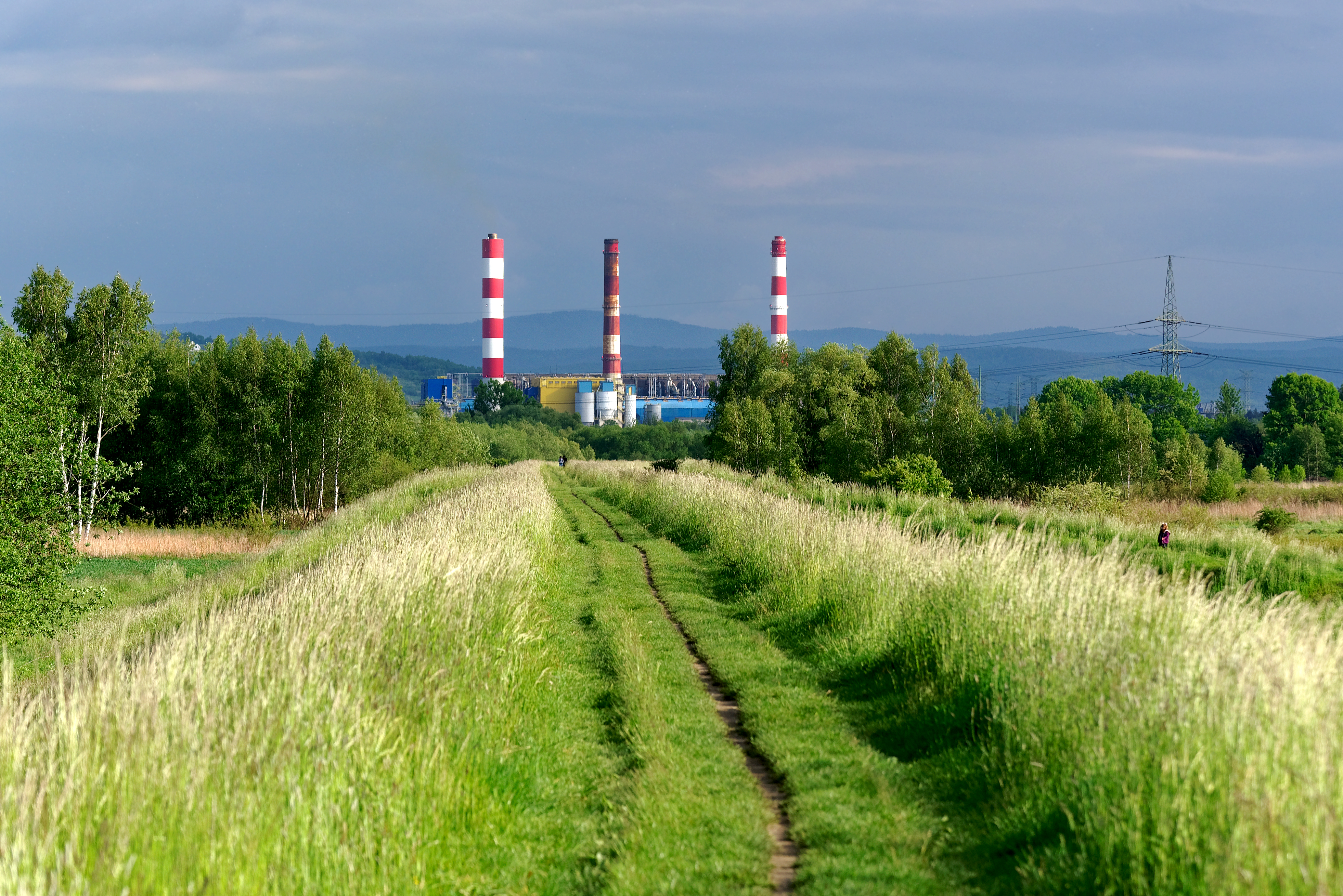
Wał przeciwpowodziowy

## Integralne części wsi
| SIMC    | Nazwa       | Rodzaj    |
| ------- | ----------- | --------- |
| 0325848 | Młyn        | część wsi |
| 0325877 | Podfigurze  | część wsi |
| 0325854 | Pod Górą    | część wsi |
| 0325860 | Pod Skałą   | część wsi |
| 0325883 | Za Jeziorem | część wsi |

## Zabytki i atrakcje turystyczne
- Zespół dworski: dwór, oficyna ze stajnią, stelmacharnia, park. Obiekt wpisany do rejestru zabytków nieruchomych województwa małopolskiego[8].
- Nieczynny Kamieniołom Sowiarka, a w nim wiata turystyczna i skały wspinaczkowe
- W starym korycie Wisły, zakola pozostawiły kilka jeziorek, z których korzystają wędkarze i turyści. Występują w nich bobry, które budują tu swoje żeremia. Do aktywnego wypoczynku zachęcają też wapienne skałki dające tu początek – od strony południowo-wschodniej – Wyżynie Krakowsko-Częstochowskiej.
- Warto zwrócić na charakterystyczne dla tej okolicy uprawy wikliny, z której następnie miejscowi artyści tworzą wyroby wikliniarskie.